# Palestyna pod panowaniem mameluków
Palestyna pod panowaniem mameluków przebywała w okresie od 1250 do 1517 roku.

## Historia

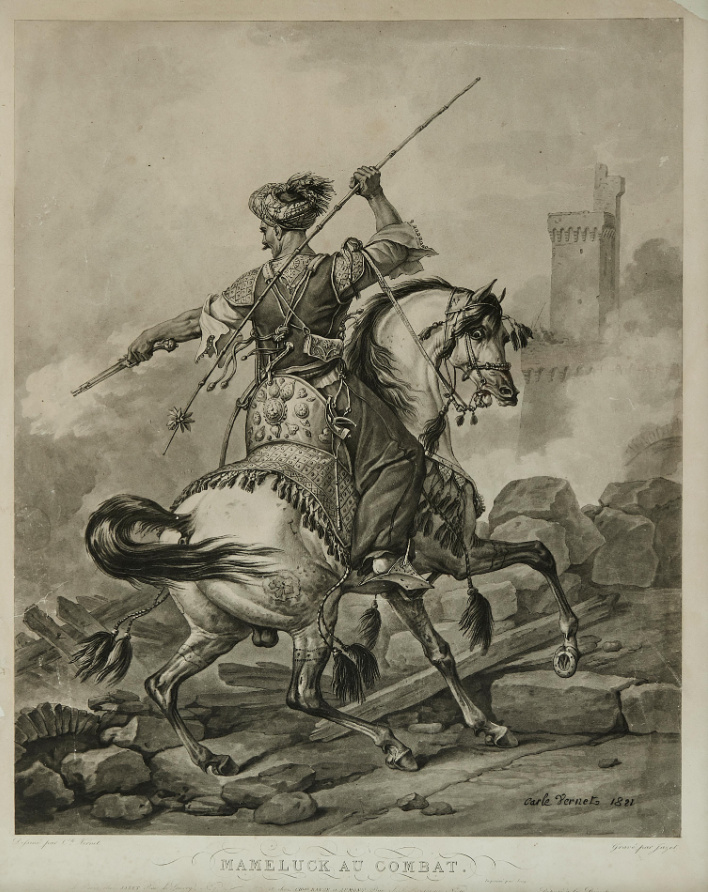
Mamelucki jeździec, rysunek z 1810 roku

Mamelucy objęli władzę w sułtanacie Egiptu w 1250 roku, po obaleniu kurdyjskiej dynastii Ajjubidów.
Sułtanat mameluków został podbity w 1517 roku przez Turków osmańskich.

### Historia Palestyny
Od samego początku swojego panowania w Egipcie mamelucy prowadzili nieustanne walki z krzyżowcami. W 1265 roku zdobyli Hajfę i Cezareę w Palestynie.
W 1291 roku sułtan Al-Aszraf Chalil wkroczył do Królestwa Jerozolimskiego i zdobył jego stolicę Akko. W ten sposób zakończyła się historia Królestwa Jerozolimskiego.
Cała Palestyna weszła w skład sułtanatu Egiptu, w którym rządzili sułtani z dynastii mameluków.
W 1517 roku Palestyna weszła w skład imperium osmańskiego.